# 정해걸
정해걸(丁海杰, 1939년 5월 9일~2021년 9월 16일)은 대한민국의 정치인이다. 제38·39·40대 경상북도 의성군수(1995~2006), 제18대 국회의원(2008~2012)을 지냈다. 경상북도 의성 출생으로, 본관은 나주 정씨이다.

## 학력
- 1952년 의성중부국민학교 졸업
- 1955년 의성중학교 졸업
- 1958년 경북고등학교 졸업
- 1964년 계명대학교 국어국문학 학사
- 1984년 대구대학교 사회개발대학원 행정학 석사

### 명예 박사 학위
- 2009년 대구대학교 명예 행정학 박사
- 2009년 계명대학교 명예 법학박사

## 경력
- 대구지방검찰청 의성지청 선도협의회장
- 의성고등학교 교장
- 새마을운동중앙회 의성군지부장
- 제38·39·40대 의성군수
- 한나라당 실버세대위원회 위원장
- 제18대 국회의원(경북 군위군·의성군·청송군)

## 상훈
- 1991년 내무부장관상
- 1991년 새마을교육부문 국민포장
- 2005년 대통령표창
- 2008년 백봉신사상 수상

## 역대 선거 결과
|  | 41.78% |

|  | 54.39% |

|  | 77.53% |

|  | 49.35% |